# ヴワディスワフ・オポルスキ
ヴワディスワフ・オポルスキ（ポーランド語：Władysław opolski, 1225年 - 1282年8月27日から9月13日）は、ヴィエルニ公（在位：1243年 - 1249年）、及びオポーレ＝ラチブシュ公（在位：1246年 - 1282年）。オポーレ＝ラチブシュ公カジミェシュ1世の次男で、母はブルガリア貴族の娘とされるヴィオラ。

## 生涯
父が1230年に死去した時、ヴワディスワフと兄ミェシュコ2世はまだ幼かったため、母ヴィオラとヴロツワフ公ヘンリク1世（髭公）の後見を受けた。1234年、オポーレを完全に支配しようと目論んだヘンリク1世は、オポーレ公家の公子達の世襲権を否定しないまま、彼らの領地をオポーレからカリシュに移した。4年後の1238年、ミェシュコ2世は成年に達し、ヘンリク2世（敬虔公）（ヘンリク1世の息子で後継者）はミェシュコ2世にオポーレ＝ラチブシュの統治権を引き渡さざるを得なかった。しかしこの後もヴワディスワフと母ヴィオラはカリシュに残り、ヴィオラはカリシュの統治者である次男が1241年に成人するまで摂政役を務めていた。
1241年にヘンリク2世がレグニツァの戦いで戦死すると、ヴワディスワフがカリシュとヴィエルニを保持し続けるのは難しくなった。ヴィエルコポルスカ公プシェミスウ1世が勢力を伸ばしてカリシュを回復しようとしたため、同地域の喪失は時間の問題といえた。結局、ヴワディスワフは1244年にカリシュを失い、5年後の1249年にはヴィエルニも奪われた。
1246年、兄のオポーレ公ミェシュコ2世が急死し、ヴワディスワフが全ての遺領を継承した。公位を継いで間もなく、ヴワディスワフは兄が3年前に獲得したレルフを失う失態を犯した。治世の始まりにつまずきを経験したものの、ヴワディスワフは他の諸公と上手く渡り合い、自領がそれ以上失われるのを食い止めた。13世紀前半のうちに、ヴワディスワフはヴィエルコポルスカの諸公との関係を修復した。彼はヴィエルコポルスカとの新たな同盟関係を築くためにカリシュとヴィエルニをあきらめ、さらにプシェミスウ1世の妹エウフェミアと結婚した。
ヴワディスワフは結婚後すぐに他のポーランド諸公と同様、バーベンベルク家の断絶を発端とするハンガリーとボヘミアの戦争に巻き込まれることになった。最初、ヴワディスワフはハンガリーを支持し、ポーランド大公ボレスワフ5世（純潔公）によるオパヴァとグウプチツェに対する攻撃を支援した。しかし1255年、理由は不明だがヴワディスワフはボヘミア王オタカル2世に鞍替えし、1260年にはクレッセンブルンの戦いでハンガリー人を敵に回して戦った。ヴワディスワフにとって同盟者を変えたことは現実的な利益につながった。間もなく自らの公国とボヘミア王国との国境が確定されたからである。1262年のダンクフでの会議において、ヴワディスワフはオタカル2世、ボレスワフ5世、義兄のヴィエルコポルスカ公ボレスワフ（敬虔公、プシェミスウ1世の弟）との3者の同盟を結ばせようと奔走したが、具体的な成果を生むことはなかった。
ヴワディスワフは1273年に1度だけクラクフ公（ポーランド大公）の地位を狙った。ヴワディスワフはボレスワフ5世の同盟者であったにもかかわらず、兵力の一部をマウォポルスカに差し向けたのである。決戦は1273年6月2日にオルクシュ近郊のボグチン・ドゥジで繰り広げられたが、この戦いでヴワディスワフは敗北した。同年の10月にはボレスワフ5世が報復としてオポーレ＝ラチブシュへの遠征を行ったが、クラクフ軍は同公国の一定の地域を破壊するにとどまった。翌1274年、ヴワディスワフとボレスワフ5世は和平を結ぶことに同意し、両国が国境を確定することが約束された。ヴワディスワフがクラクフに対する要求を取り下げることが条件とされる。
1278年8月26日にマルヒフェルトの戦いが発生、オタカル2世はローマ王ルドルフ1世に敗れて戦死した。ボヘミア王と良好な同盟関係を築いていたヴワディスワフだが、今回は王に対する軍事支援を行っていなかった。この戦いでオタカル2世が戦死したという報を聞くと、ヴィワディスワフはすぐさまオパヴァを攻撃した。おそらく同市を占領するつもりだったと思われるが、ボヘミアの首都プラハでは混乱状態がすぐに鎮静化し、年少の新国王ヴァーツラフ2世の下で強力な摂政政治が布かれたため、ヴワディスワフの狙いは失敗に終わった。
悪化したボヘミア王国との関係を修復するため、ヴワディスワフは1281年のウィーンでの会議に出席した。この会合で、ヴワディスワフはヴロツワフ公ヘンリク4世という新たな同盟者を獲得した。ヴワディスワフはヘンリク4世に娘のコンスタンツィアを嫁がせ、この結婚と同時に両者は同盟を結んだ。ヴワディスワフはポーランド王として戴冠しようと目論む婿を支援していた。もしこれが実現すれば、コンスタンツィアはポーランド王妃となるはずだからである。
内政においては、ヴワディスワフは前任者達の事業を受けついだ一方、領内における教会の影響力を増進させていった。彼は多くの修道院を建設したが、ラチブシュのドミニコ会のもの、ルディのシトー会のもの、ウォジスワフとゴウォグヴェクのフランシスコ会のもの、オルロヴァのベネディクト会のものなどが有名である。彼の治世中で知られるのは、公国内のほぼ全ての都市（ビトム、グリヴィツェ、ルブリニェツ、オシフィエンチム、ヴォジスワフおよびジョルィ）にマクデブルク法が適用されたことである。
ヴワディスワフは1282年の8月27日から9月13日の間（一部の史料では1281年）に没し、ラチブシュのドミニコ会修道院に葬られた。

## 子女
1251年、ヴィエルコポルスカ公ヴワディスワフ・オドニツの娘エウフェミア（1281年以後の2月15日に没）と結婚し、5人の子女をもうけた。
1. ミェシュコ1世（1252年/1256年 - 1315年6月27日）
2. カジミェシュ（1253年/1257年 - 1312年3月10日）
3. ボルコ1世（1258年10月21日以前 - 1313年5月14日）
4. コンスタンツィア（1256年/1265年 - 1351年以前） - 1280年、ヴロツワフ公ヘンリク4世と結婚、1286年に離婚
5. プシェミスワフ（1268年6月12日頃 - 1306年5月7日）